# Ulrike Urbansky
Ulrike Urbansky (née le 6 avril 1977 à Iéna) est une athlète allemande spécialiste du 400 mètres haies. 

## Carrière

### Palmarès
| Date | Compétition                    | Lieu              | Résultat | Épreuve     | Performance   |
| ---- | ------------------------------ | ----------------- | -------- | ----------- | ------------- |
| 1994 | Championnats du monde juniors  | Lisbonne          | 3e       | 4 x 400 m   | 3 min 36 s 36 |
| 1995 | Championnats d'Europe juniors  | Nyiregyhaza       | 2e       | 400 m haies | 57 s 21       |
| 1996 | Championnats du monde juniors  | Sydney            | 1re      | 400 m haies | 56 s 65       |
| 1996 | Championnats du monde juniors  | Sydney            | 1re      | 4 x 400 m   | 3 min 31 s 12 |
| 1998 | Championnats d'Europe          | Budapest          | 6e       | 400 m haies | 55 s 38       |
| 1998 | Coupe du monde des nations     | Johannesburg      | 1re      | 4 x 400 m   | 3 min 24 s 26 |
| 1999 | Championnats du monde en salle | Maebashi          | 4e       | 4 x 400 m   | 3 min 29 s 06 |
| 1999 | Universiade                    | Palma de Majorque | 3e       | 400 m haies | 54 s 93       |
| 1999 | Championnats d'Europe espoirs  | Göteborg          | 2e       | 400 m haies | 56 s 08       |
| 1999 | Championnats d'Europe espoirs  | Göteborg          | 2e       | 4 x 400 m   | 3 min 29 s 37 |
| 2005 | Championnats du monde          | Helsinki          | 6e       | 4 x 400 m   | 3 min 28 s 39 |

### Records
| Épreuve          | Performance | Lieu      | Date            |
| ---------------- | ----------- | --------- | --------------- |
| 400 mètres       | 52 s 35     | Rehlingen | 31 mai 2004     |
| 400 mètres haies | 54 s 57     | Barcelone | 25 juillet 2000 |